# Fuhrmannodesmus rhinoceros
Fuhrmannodesmus rhinoceros är en mångfotingart som beskrevs av Sergei I. Golovatch 1994. Fuhrmannodesmus rhinoceros ingår i släktet Fuhrmannodesmus och familjen Fuhrmannodesmidae. Inga underarter finns listade i Catalogue of Life.